# Dendropsophus bilobatus
Dendropsophus bilobatus es una especie de anfibio de la familia Hylidae. Es endémica de Brasil y posiblemente Bolivia.